# Овчинников, Павел Владимирович
Павел Владимирович Овчинников (24 марта 1998, Москва) — российский футболист, вратарь. Выступал за юниорскую сборную России.

## Карьера
Воспитанник ПФК ЦСКА Москва. Начинал играть в футбольной школе «Строгино» на позиции полевого игрока, потом перешёл в ЦСКА, где был переведён в ворота. Играл в молодёжных первенствах и в Юношеской лиге УЕФА. В 2019 году подписал контракт с клубом ПФЛ «Долгопрудный», сыграл 15 матчей. В 2020 году перешел в стан новичков ФНЛ — московский «Велес». Дебютировал в ФНЛ 17 октября 2020 года в матче против «Чертаново». За клуб он сыграл 12 матчей, пропустил 10 мячей. Также сыграл один матч элитного раунда Кубка России 2020/21, где клуб одержал победу над ульяновской «Волгой» со счетом 2:4.
В 2021 году перешёл в армянский «Ноа». Сыграл в двух матчах квалификации Лиги конференций против финского КуПС (1:0, 0:5). 21 декабря 2021 года покинул клуб.
В 2022 году вернулся в Долгопрудный и стал играть за «Олимп-Долгопрудный-2» и затем за созданный на базе «Олимпа-Долгопрудного-2» клуб «Космос».
В 2014 году сыграл один матч за юниорскую сборную России.